# David M. Cumming
Leslue y David M. Cumming (1942 ) es un botánico australiano de origen escocés, especializándose en las cactáceas. Vivió en Australia desde 1962, estableciendo su empresa de Viveros Oaks, y luego en 1994 se trasladó a Sudáfrica

## Honores

### Epónimos
Género
- (Aloaceae) × Cummingara G.D.Rowley[3]

Especies
- (Aloaceae) Haworthia cummingii Breuer & M.Hayashi[4]

- (Asclepiadaceae) Brachystelma cummingii A.P.Dold[5]

- (Fabaceae) Racosperma cummingianum (Maslin) Pedley[6]